# Leopoldo Girelli

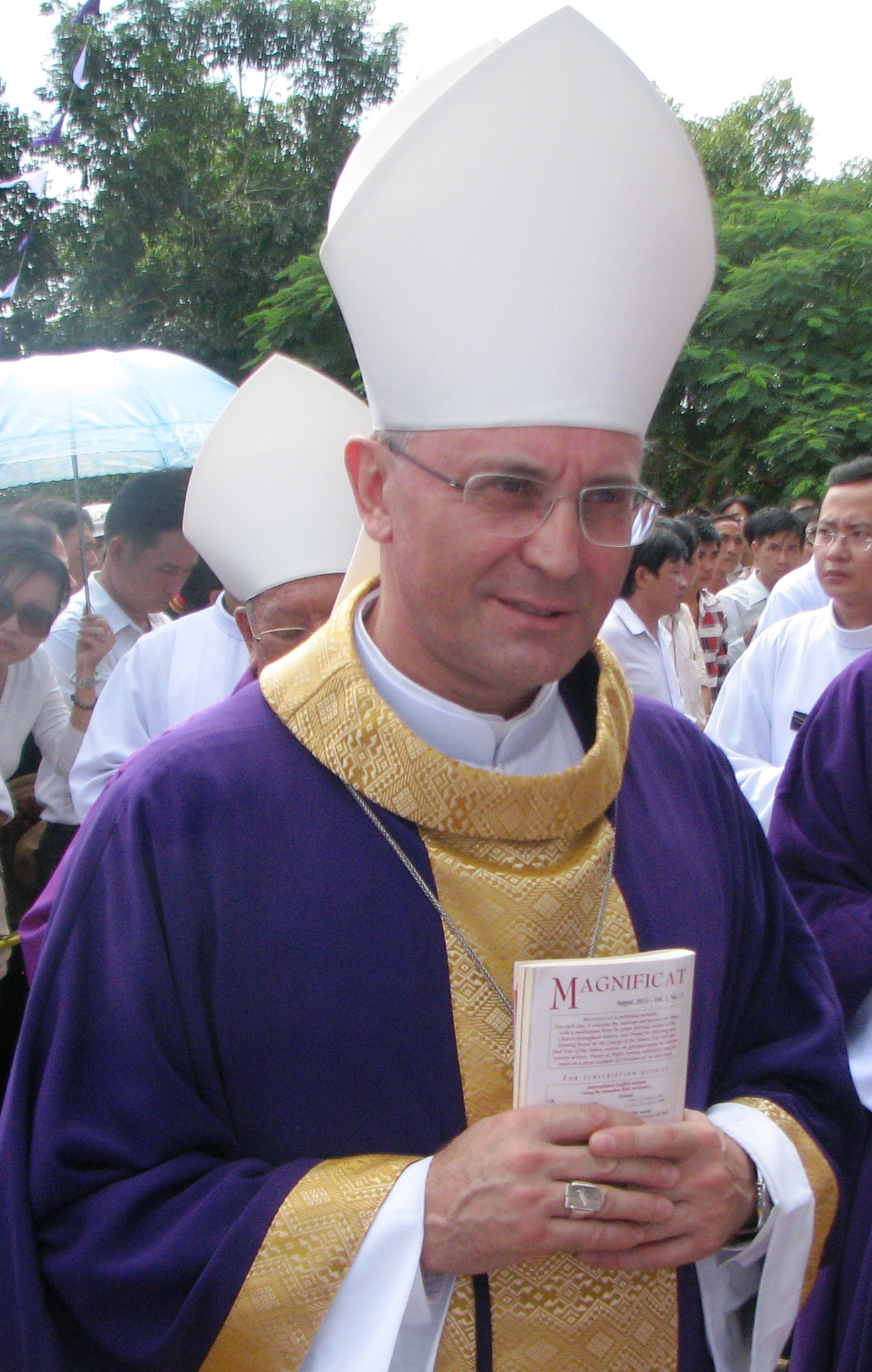
Leopoldo Girelli

Leopoldo Girelli (* 13. März 1953 in Predore, Provinz Bergamo, Italien) ist ein italienischer Geistlicher, römisch-katholischer Erzbischof und Diplomat des Heiligen Stuhls.

## Leben
Leopoldo Girelli empfing am 17. Juni 1978 durch Bischof Giulio Oggioni das Sakrament der Priesterweihe für das Bistum Bergamo. Nach der Ausbildung an der Päpstlichen Diplomatenakademie (1984–1987) war Girelli Sekretär der Apostolischen Nuntiatur in Kamerun (1987–1991) und in Neuseeland (1991–1993). Danach war er Berater für die Abteilung für allgemeine Angelegenheiten des Staatssekretariats (1993–2001) und von 2001 bis 2006 für die Apostolische Nuntiatur in den Vereinigten Staaten tätig.
Am 13. April 2006 ernannte ihn Papst Benedikt XVI. zum Titularerzbischof von Capreae und zum Apostolischen Nuntius in Indonesien. Die Bischofsweihe spendete ihm Kardinalstaatssekretär Angelo Sodano am 17. Juni desselben Jahres in der Kirche des Seminars von Bergamo; Mitkonsekratoren waren Kurienerzbischof Robert Sarah, und der Bischof von Bergamo, Roberto Amadei. Am 10. Oktober 2006 wurde Leopoldo Girelli Apostolischer Nuntius in Osttimor. Zudem wurde er am 13. Januar 2011 Apostolischer Nuntius in Singapur und Apostolischer Delegat in Malaysia und Brunei sowie  nicht-residierender päpstlicher Repräsentant in Vietnam. Am 18. Juni desselben Jahres wurde Girelli zusätzlich Apostolischer Nuntius beim Verband Südostasiatischer Nationen. Von seinem Amt als Apostolischer Nuntius in Osttimor und Apostolischer Delegat in Malaysia und Brunei Darussalam trat er am 16. Januar 2013 zurück.
Papst Franziskus ernannte ihn am 13. September 2017 zum Apostolischen Nuntius in Israel und zum Apostolischen Delegaten in Jerusalem und Palästina. Zwei Tage später ernannte ihn der Papst auch zum Nuntius in Zypern.
Am 13. März 2021 ernannte ihn Papst Franziskus zum Apostolischen Nuntius in Indien und am 13. September desselben Jahres zudem in Nepal.

## Ehrungen und Auszeichnungen
- 1996 – Ernennung zum Ehrenprälaten Seiner Heiligkeit durch Papst Johannes Paul II.[5]